# Уранијум-238
Уранијум-238 (238U или U-238) је најчешћи изотоп уранијума који се може наћи у природи. За разлику од уранијума-235, он не подлеже цепању (фисији), што значи да не може одржати ланчану реакцију. Међутим, флексибилан је за брзе неуторне и плодан, што значи да се може претворити у фисилни плутонијум-239. Уранијум-238 не може подржати ланчану реакцију, јер нееластично распршивање смањује неутронску енергију испод опсега где је брзина фисије једног или више језгара следеће генерације вероватна.
Око 99,284% масе природног уранијума је уранијум-238, који има време полураспада од 1,41×1017 секунди (4,468×109 година, односно 4,468 милијарди година). Због своје распрострањености у природи и времена полураспада релативног у односу на друге радиоактивне елементе, уранијум-238 производи ~40% радиоактивне топлоте произведене унутар Земље. Распад уранијума-238 доприноси 6 електронских анти-неутрона по распаду (1 по бета распаду), што резултира великим детектабилним геонеутринским сигналом када се распади дешавају унутар Земље. Распад уранијума-238 до изотопа производа у великој се мери користи у радиометријском датирању, посебно за материјале старије од милион година.